# 教授とわたし、そして映画
『教授とわたし、そして映画』（きょうじゅとわたし、そしてえいが、原題：옥희의 영화）は、2010年公開の韓国映画。映画学科の学生オッキをめぐる恋愛と映画をテーマにした4つの短編からなる。

## ストーリー
第一章 呪文を唱える日
売れない映画監督のジング（イ・ソンギュン）は大学の映画学科で教えている。ある日、学科の教授（ムン・ソングン）のとある噂を耳にしたジングは、飲み会の場で教授に噂について問いただす。
第二章 キング・オブ・キス
ジングは映画学科の学生でオッキ（チョン・ユミ）に恋をしていたが、オッキは教授と関係を持っていた。
第三章 大雪の後に
大雪の後の日、教授の講義には誰も出席していない。やがてジングとオッキが教室にやってくる。二人は教授に恋愛とは何かと問う。
第四章 オッキの映画
オッキはそれぞれの男と訪れた山でのデートをもとに映画を撮る。

## キャスト
- ジング：イ・ソンギュン
- オッキ：チョン・ユミ
- 教授：ムン・ソングン

## 受賞歴
- 第20回夫日映画賞：主演女優賞（チョン・ユミ）